# Исмоилов, Ойбек Ортикович
Ойбек Ортикович Исмоилов (узб. Oybek Ortiqovich Ismoilov; род. 3 марта 1976 года, Ферганская область, Узбекская ССР, СССР) — узбекский военный и государственный деятель, полковник. С января 2020 года возглавляет Государственный комитет по оборонной промышленности Узбекистана.

## Биография
Ойбек Ортикович родился 3 марта 1976 года в Ферганской области. В 1997 году окончил Чирчикское высшее танковое командно-инженерное училище, а в 2006 году — Академию Вооруженных Сил Республики Узбекистан. В 2018 году назначен заместителем министра обороны Республики Узбекистан по вооружению и оснащению, до этого служивший заместителем командующего по вооружению войсками Ташкентского военного округа.
C января 2020 года возглавляет Государственный комитет Республики Узбекистан по оборонной промышленности.